# Liste der Kulturdenkmäler in Odernheim am Glan
In der Liste der Kulturdenkmäler in Odernheim am Glan sind alle Kulturdenkmäler der rheinland-pfälzischen Ortsgemeinde Odernheim am Glan aufgeführt. Grundlage ist die Denkmalliste des Landes Rheinland-Pfalz (Stand: 2. August 2023).

## Denkmalzonen
| Bezeichnung                            | Lage                                          | Baujahr                 | Beschreibung | Bild                           |
| -------------------------------------- | --------------------------------------------- | ----------------------- | --- | ------------------------------ |
| Denkmalzone Ortskern                   | Lage                                          | ab 1349                 | Oval des von der ehemaligen Stadtbefestigung (Obertor, Stadtmauerreste bei der Bahnhofstraße, ehemaliger Graben im Westen) seit etwa 1349 eingefassten Ortskerns mit zahlreichen Bauten vor allem des 16. und 17., aber auch des 18. und 19. Jahrhunderts, darunter Fachwerkbauten | weitere Bilder Fotos hochladen |
| Denkmalzone Klosterruine Disibodenberg | nördlich des Ortes auf dem Disibodenberg Lage | 12. bis 16. Jahrhundert | Überreste der romanischen Kirche und Konventsgebäude, 12. bis 16. Jahrhundert; sogenanntes Hospiz, spätgotischer Giebelbau, 16. Jahrhundert | weitere Bilder Fotos hochladen |

## Einzeldenkmäler
| Bezeichnung                 | Lage                                                     | Baujahr                              | Beschreibung | Bild                           |
| --------------------------- | -------------------------------------------------------- | ------------------------------------ | --- | ------------------------------ |
| Kriegerdenkmal              | Bahnhofstraße Lage                                       | letztes Viertel des 19. Jahrhunderts | Kriegerdenkmal 1870/71, Obelisk, letztes Viertel des 19. Jahrhunderts | Fotos hochladen                |
| Hofanlage                   | Bahnhofstraße 6 Lage                                     | 1901                                 | spätgründerzeitliche Hofanlage, bezeichnet 1901 | Fotos hochladen                |
| Bahnhof Odernheim (Glan)    | Bahnhofstraße 11 Lage                                    | 1895                                 | zweieinhalbgeschossiger historistischer Sandsteinquaderbau, bezeichnet 1895, Güterschuppen, Stellwerk 1891 | weitere Bilder Fotos hochladen |
| Schloss                     | Gigertsgasse 1 Lage                                      | 1567                                 | Schloss der Herzöge von Pfalz-Zweibrücken; Renaissance-Bruchsteinbau mit Treppenturm, 1567; Zwerchhaus mit Loggia wohl aus den 1920er Jahren | Fotos hochladen                |
| Wohnhaus                    | Gigertsgasse 7 Lage                                      | um 1600                              | Renaissancebau, um 1600, im 19. Jahrhundert verändert | BW                             |
| Wohnhaus                    | Hauptstraße 6 Lage                                       | um 1600                              | Renaissancebau, um 1600 | BW                             |
| Rathaus                     | Hauptstraße 17 Lage                                      | 1540/41                              | spätgotischer Krüppelwalmdachbau, Bruchstein, 1540/41, 1689 zerstört, 1768, 1774, 1776 Wiederaufbau; Dachreiter mit Glocke, 1370 | Fotos hochladen                |
| Spolie                      | Hauptstraße, an Nr. 28 Lage                              | 18. Jahrhundert                      | Takenplatte, barock, 18. Jahrhundert | Fotos hochladen                |
| Inschrift                   | Hauptstraße, an Nr. 30 Lage                              | 1801                                 | Bauinschrift, bezeichnet 1801 | Fotos hochladen                |
| Wohnhaus                    | Hauptstraße 34 Lage                                      | 1564                                 | Renaissance-Bruchsteinbau, teilweise Fachwerk, bezeichnet 1564 | Fotos hochladen                |
| Obertor                     | Hauptstraße 42/43 Lage                                   | nach 1349                            | Walmdachbau, Bruchstein und Fachwerk, nach 1349, heutiges Erscheinungsbild spätbarock, bezeichnet 1763, 1924 und 1977/84; Wappenstein | weitere Bilder Fotos hochladen |
| Wohnhaus                    | Hauptstraße 44 Lage                                      | 1821                                 | Fachwerkhaus, teilweise massiv, bezeichnet 1821, im Kern älter (Fachwerk aus dem 18. Jahrhundert, Renaissance-Fenster um 1600) | Fotos hochladen                |
| Spolie                      | Hauptstraße, an Nr. 51 Lage                              | 1754                                 | Haustür-Schlussstein, bezeichnet 1754 | Fotos hochladen                |
| Protestantische Pfarrkirche | Hintergasse 9 Lage                                       | 1738                                 | barocker Hausteinbau, bezeichnet 1738 | weitere Bilder Fotos hochladen |
| Pfarrhaus                   | Hintergasse 10 Lage                                      | um 1830                              | ehemalige Schule; spätklassizistischer Krüppelwalmdachbau, wohl um 1830, Aufstockung im späteren 19. Jahrhundert | Fotos hochladen                |
| Wohnhaus                    | Hintergasse 11/12 Lage                                   | drittes Viertel des 19. Jahrhunderts | ehemalige Lehrerwohnung; Kleinquaderbau, drittes Viertel des 19. Jahrhunderts, Scheune | Fotos hochladen                |
| Wohnhaus                    | Hintergasse 29 Lage                                      | 1710                                 | barockes Fachwerkhaus, bezeichnet 1710 | Fotos hochladen                |
| Villa                       | Hinterruthen 1 Lage                                      | 1904                                 | späthistoristische Walmdach-Villa, bezeichnet 1904 | Fotos hochladen                |
| Grabmäler                   | Lettweiler Straße, auf dem Friedhof Lage                 | Ende des 19. Jahrhunderts            | Grabmal A. Schmidt, spätklassizistische Grabsäule, um 1877; Grabmal F. Welsch, neugotische Stele, gründerzeitliche Grabsteine, um 1885 | Fotos hochladen                |
| Wohnhaus                    | Ransengasse 12 Lage                                      | um 1600                              | Renaissance-Wohnhaus, um 1600 | Fotos hochladen                |
| Wohnhaus                    | Raumgarten 2 Lage                                        | 1793                                 | spätbarocker Krüppelwalmdachbau, Rokoko-Portal, bezeichnet 1793 | Fotos hochladen                |
| Wohnhaus                    | Raumgarten 3 Lage                                        | 18. Jahrhundert                      | Einfirsthaus, teilweise Fachwerk, 18. Jahrhundert | Fotos hochladen                |
| Gerberei                    | Rehborner Straße 1 Lage                                  | um 1800                              | ehemalige Gerberei; spätklassizistisches Wohnhaus, bezeichnet 1853; Nebengebäude, Gerbhaus wohl um 1800 | Fotos hochladen                |
| Bannmühle                   | Staudernheimer Straße 1 Lage                             | 18. bis Anfang des 20. Jahrhunderts  | ehemalige Bannmühle, 18. bis Anfang des 20. Jahrhunderts | Fotos hochladen                |
| Villa                       | Staudernheimer Straße 2 Lage                             | 1905/10                              | zweieinhalbgeschossiger Sandsteinquaderbau, Jugendstil, 1905/10, Architekt Zimmermann, Kreuznach | Fotos hochladen                |
| Villa                       | Staudernheimer Straße 19 Lage                            | 1920er Jahre                         | Pyramidendachbau, 1920er Jahre | Fotos hochladen                |
| Disibodenberg-Schule        | Turnhallstraße 3 Lage                                    | um 1900                              | langgestreckter Walmdachbau, Bruchstein, um 1900 | Fotos hochladen                |
| Turnhalle                   | Turnhallstraße 6 Lage                                    | um 1910                              | Heimatstil-Baugruppe, Haustein, um 1910 | Fotos hochladen                |
| Wohnhaus                    | Untergasse 1 Lage                                        | 18. Jahrhundert                      | barockes Fachwerkhaus, teilweise massiv, 18. Jahrhundert, Haustür bezeichnet 1847 | Fotos hochladen                |
| Wohnhaus                    | Untergasse 2 Lage                                        | 17. Jahrhundert                      | Fachwerkhaus, teilweise massiv, 17. Jahrhundert | Fotos hochladen                |
| Weinbergshaus               | nördlich des Ortes am Disibodenberg; Flur Im Zirkel Lage | 18. oder Anfang des 19. Jahrhunderts | Weinbergshaus, Fachwerk, wohl aus dem 18. oder vom Anfang des 19. Jahrhunderts | Fotos hochladen                |
| Disibodenbergerhof          | nördlich des Ortes (Disibodenbergerhof 1, 2, 4) Lage     | 18. oder 19. Jahrhundert             | drei Hofstellen mit gut erhaltenen Wirtschaftsgebäuden um einen Hofraum (Kopfsteinpflaster) angeordnet, 18. oder 19. Jahrhundert, spätklassizistisches Wohnhaus mit Torbogen, um 1850; Scheune mit Krüppelwalmdach und Torbogen; an anderem Wirtschaftsgebäude Inschriftstein bezeichnet 1608 | weitere Bilder Fotos hochladen |

## Ehemalige Kulturdenkmäler
| Bezeichnung | Lage                 | Baujahr                 | Beschreibung | Bild            |
| ----------- | -------------------- | ----------------------- | --- | --------------- |
| Wohnhaus    | Hauptstraße 19 Lage  | 17. Jahrhundert         | barockes Fachwerk-Wohnhaus, teilweise massiv, 17. Jahrhundert; aus Denkmalliste gelöscht                                          | Fotos hochladen |
| Hofanlage   | Ransengasse 2/3 Lage | 18. und 19. Jahrhundert | Hofanlage, 18. und 19. Jahrhundert; Fachwerkhaus, im Kern wohl barock, 18. Jahrhundert; abgebrochen und aus Denkmalliste gelöscht | Fotos hochladen |